# Beatriz Seigner
Beatriz Seigner es una directora y productora de cine brasileña, reconocida principalmente por haber dirigido, producido y escrito el largometraje colombofrancés Los silencios.

## Carrera
Seigner se ha desempeñado en variedad de oficios relacionados con la producción cinematográfica. Como actriz participó en las películas de 2008 Linha de passe y The Seekers. En la década de 2010 obtuvo reconocimiento al dirigir, producir y escribir el largometraje Bollywood Dream, película con la que obtuvo el premio especial del jurado en el Festival de Cine y Vídeo de Natal y una nominación en el festival de Sao Paulo. Bollywood Dream se convirtió en la primera colaboración fílmica entre India y Brasil.
En 2018, su película Los silencios (producida entre Colombia, Brasil y Francia) fue presentada en la Quincena de Realizadores del Festival de Cannes de ese mismo año. La película fue estrenada en los cines colombianos el 29 de agosto de 2019, ante una buena acogida del pública y una satisfactoria recepción de la crítica especializada. Además de su presentación en Cannes, Los silencios obtuvo galardones en los festivales de La Habana, Brasilia, India, Lima, Kerala y Estocolmo.

## Filmografía destacada

### Cine y televisión
| Año  | Título                      | Rol                               |
| ---- | --------------------------- | --------------------------------- |
| 2008 | The Seekers                 | Actriz                            |
| 2008 | Linha de passe              | Actriz                            |
| 2010 | Bollywood Dream             | Directora, productora y escritora |
| 2012 | On the Road with Bob Holman | Productora                        |
| 2012 | Entre la e ca               | Escritora                         |
| 2012 | Caminhos                    | Escritora                         |
| 2013 | A Kiss for Gabriela         | Productora                        |
| 2018 | Los silencios               | Directora, productora y escritora |

## Premios y distinciones
Festival Internacional de Cine de San Sebastián
| Año  | Categoría                   | Película      | Resultado |
| ---- | --------------------------- | ------------- | --------- |
| 2018 | Premio Cooperación Española | Los silencios | Ganador   |